# Le Tabac Tresniek
Le Tabac Tresniek (Der Trafikant), publié en 2012, est un roman de l'écrivain autrichien Robert Seethaler.

## Résumé
L'action se déroule d'un dimanche de l'été 1937 à l'été 1938, principalement à Vienne (Autriche) : une année dans la vie de quatre personnages principaux.
Un violent orage sur le lac d'Attersee, près du Schafberg, dans la région de Salzkammergut (Haute-Autriche), perturbe l'existence tranquille de Franz Huchel, 17 ans, et de sa mère, la quarantaine, « mince, encore séduisante, bien qu'un peu marquée comme la plupart des gens du coin, usés par le travail dans les mines de sel environnantes, les étables ou les cuisines des auberges pour estivants » (p. 10).
Aloïs, la soixantaine, peut-être l'homme le plus riche de Nußdorf am Attersee, est mort foudroyé, après un repas trop riche et trop arrosé, et une baignade inadaptée.  
Il s'était institué discrètement le protecteur de la mère et de l'enfant, et leur avait facilité la vie.
La mère décide aussitôt d'envoyer son fils unique, à père disparu (forestier asthmatique) ou incertain, malgré lui, malgré ses projets amoureux, à Vienne, comme apprenti auprès d'un ancien client, Otto Tresniek, la quarantaine sans doute, buraliste dans le centre de Vienne, depuis qu'il a perdu une jambe à la première guerre mondiale. Le trajet (train et tram) s'avère hérissé de merveilles et d'horreurs, jusqu'à la minuscule boutique de la Währingerstrasse (Alsergrund, 9ème arrondissement).
Apprendre le métier, c'est d'abord lire tous les journaux tous les jours, connaître les marques de tabac et de cigares, et surtout les préférences de chacun des clients, dont la Dr Heinzl, le Ct Ruskovetz, le conseiller juridique Kollerer, le vieux monsieur Löwenstein, Egon le Rouge, Mr le Professeur Sigmund Freud (1856-1939), et d'autres.
Et se méfier de la politique : « La politique bousillait, gâchait, sabotait, abêtissait et détruisait définitivement tout et tout un chacun » (p. 28, selon Otto).
Freud, à qui Otto le présente, oublie son chapeau, et Franz court Berggasse 19 le lui rapporter et engager une conversation, avec demande de conseils.
Le samedi soir, Franz découvre la ville, le Prater, la fête foraine. Et, justement, au stand de tir, une jeune fille, un peu ronde, avec un accent de Bohême, accepte sa compagnie, puis disparaît mystérieusement.
Malheureux, il en fait mention dans ses lettres à sa mère, et dans ses conversations avec Freud, qu'il attend en bas de chez lui, malgré le blocage de sa fille Anna (1895-1982). 
Le serveur du Prater, à qui il essaie d'acheter des informations, lui déconseille de la rechercher, et, après bagarre, lui indique une adresse, Rotensterngasse : une maison écartée, derrière des gravats et des détritus, avec une vieille femme avec une truie au rez-de-chaussée, et, à l'étage, une ruche, une communauté de jeunes filles de Bohême, jolies, gentilles, pas farouches, dont Anezka.
Anezka apparaît, disparaît la nuit. Il la piste, et la découvre, au bout d'un labyrinthe, danseuse dénudée dans un cabaret, dans un spectacle mené par Heinzi de Caballe, avec des sketchs politiques anti-nazis.
Lors de l'Anschluss (12 mars 1938), Hubert Panstingl, alias Egon le Rouge, voisin, déploie sur le toit de son immeuble une bannière contestataire (« Un peuple libre a besoin de cœurs libres. Vive la liberté ! Vive notre peuple ! Vive l'Autriche ! »), et il en meurt. La devanture du bureau de tabac est également attaquée et souillée, comme magasin fournissant des articles aux Juifs. Rapidement, sur dénonciation, manifestement du boucher voisin Rosshuber, la police politique perquisitionne, découvre les revues pornographiques au fond de tel tiroir, et arrêtent Otto. 
Franz nettoie, repeint, et prend le service complet du bureau de tabac, dans l'attente du retour d'Otto, dont il tâche de retrouver la trace.
Dès avril 1938, le facteur, Heribert Pfründner, lui délivre les documents officiels, les prospectus, la propagande (recrutement de gymnastes).
Puis, chaque matin, il affiche son dernier rêve en vitrine, et ce geste attire des passants.
Le 17 mai 1938, il reçoit le courrier officiel de décès d'Otto, et l'autorisation de continuer son commerce.
Il reçoit les derniers effets d'Otto, mais sans accéder au corps.
Il rend visite au voisin Rosshuber.
Après une longue marche sur la colline de Kahlenberg, il retourne à la grotte-cabaret, revoit Anezka, se fâche avec le nazi qui remplace Heinzi. Il se rend clandestinement chez les Freud, sur le départ, et obtient enfin de passer sur le divan, pour quelles prescriptions ?
Dans la soirée, un drapeau nazi est remplacé par un pantalon d'unijambiste. Ce scandale lui vaut arrestation et disparition.
Le même jour apparemment, sa mère elle aussi se libère des contraintes et se débarrasse d'un patron entreprenant, à ses risques et périls.
Le 12 mars 1945, Anezka revient au bureau de tabac, lit ce qui reste du dernier rêve affiché de Franz (le 7 juin 1938), le détache, et disparaît.

## Accueil
Les lecteurs francophones apprécient,, : 
« Ce roman d’apprentissage est un véritable manuel de survie contre la pensée unique ».

## Adaptation
Le roman a été adapté en octobre-novembre 2017, filmé par Nikolaus Leytner dans son Der Trafikant (de), avec Simon Morzé (de) (Franz Huchel) et Bruno Ganz (Sigmund Freud).
Une version scénique a également été réalisée.